# Coptopsyllidae
Coptopsyllidae es una familia de insectos en el orden Siphonaptera. Al igual que otras pulgas, son parásitos que viven en las guaridas de animales de sangre caliente. 

## Taxonomía
Clasificación según.
- Familia Coptopsyllidae 
  - Género Coptopsylla Jordan & Rothschild, 1908 – 19 especies en Europa
    - Coptopsylla afghana Lewis, 1973
    - Coptopsylla africana Wagner, 1932
    - Coptopsylla arax Isayeva-Gurvich, 1950
    - Coptopsylla bairamalienis Wagner, 1929
    - Coptopsylla bairamaliensis Wagner, 1928
    - Coptopsylla barbarae Lewis, 1973
    - Coptopsylla bondari Ioff, 1946
    - Coptopsylla caucasica Isayeva-Gurvich, 1950
    - Coptopsylla iranica Farhang-Azad, 1966
    - Coptopsylla janiceae Lewis, 1973
    - Coptopsylla joannae Lewis, 1964
    - Coptopsylla lamellifer Wagner, 1895
      - subespecie Coptopsylla lamelifer subsp. arax Isajeva-Gurvich, 1950
      - subespecie Coptopsylla lamellifer subsp. ardua Jordan & Rothschild, 1915
      - subespecie Coptopsylla lamellifer subsp. dubinini Ioff, 1950
      - subespecie Coptopsylla lamellifer subsp. formozovi Darskaya, 1988
      - subespecie Coptopsylla lamellifer subsp. lamellifer
      - subespecie Coptopsylla lamellifer subsp. rostrata Ioff & Tiflov, 1934
      - subespecie Coptopsylla lamellifer subsp. tarimensis Yu Xin, Ye Ruiyu & Cao-Hanli, 1990
      - subespecie Coptopsylla lamellifer subsp. tilufanensis Yu, Liao & Ruiyu, 1999

    - Coptopsylla macrophthalma Ioff, 1950
    - Coptopsylla mesghalii Farhang-Azad, 1966
    - Coptopsylla mofidii Farhang-Azad, 1966
    - Coptopsylla neronovi Farhang-Azad, 1972
    - Coptopsylla olgae Argyropulo, 1946
      - subespecie Coptopsylla olgae olgae Argyropulo, 1946
      - subespecie Coptopsylla olgae wachschi Labunets et Kafarskaya, 1961

    - Coptopsylla smiti Hubbard, 1956
    - Coptopsylla trigona Ioff, 1946
    - Coptopsylla wassiliewi Wagner, 1932